# Chylophaga australis
Chylophaga australis là một loài ruồi trong họ Asilidae. Chylophaga australis được Ricardo miêu tả năm 1912. Loài này phân bố ở miền Australasia.